# Марк Ліциній Красс Фругі (консул 27 року)
Марк Ліциній Красс Фругі (лат. Marcus Licinius Crassus Frugi; 6 рік до н. е. — 47 рік н. е.) — політичний та військовий діяч Римської імперії, консул 27 року.

## Життєпис
Походив з роду нобілів Ліциніїв. Син Марка Ліцинія Красса Фругі, консула 14 року до н. е. Замолоду Марк Красс навчався в Афінах й на його честь було встановлено статую на Акрополі. З 20 року став членом колегії понтифіків. У 22 році обіймав посаду куратора громадських споруд. У 24 р. став міським претором замість Марка Плавтія Сільвана, а у 27 році обрано консулом разом з Луцієм Кальпурнієм Пізоном.
Красс викликав на себе немилість імператора Калігули тим, що назвав старшого сина Гнеєм Помпеєм Магном на честь відомого предка. Імператор Клавдій, навпаки, оточив сім'ю Красса різними почестями. Він видав свою доньку Антонію за сина Красса й у 41 році призначив самого Красса легатом пропретора Мавретанії. За військові досягнення на цій посаді Красс у 42 році отримав тріумф. У 43 році Красс супроводжував Клавдія в експедиції до Британії й вдруге отримав тріумф за успішні бойові дії. Проте у 46 або початку 47 року Красс та його рідні стали жертвами інтриг імператриці Мессаліни, яка побоювалася зростання їх впливу. Син Красса й водночас зять Клавдія був звинувачений у змові і убитий, сам Красс страчений за вироком Клавдія разом із дружиною Скрибонією, попри те, що був досить посередньою особистістю і навряд чи міг представляти будь-яку загрозу.

## Родина
Дружина — Скрибонія
Діти:
- Гней Помпей Магн, квестор 43 року, чоловік Антонії, доньки імператора Клавдія.
- Марк Ліциній Красс Фругі, консул 64 року.
- Ліцинія Магна
- Марк Ліциній Красс Скрибоніан
- Луцій Кальпурній Пізон Фругі Ліциніан, квіндецемвір для зберігання сівілліних книг до 68—69 року.
- Ліцинія